# Fernández Racing
Fernández Racing är ett racingteam ägt av den mexikanske racerföraren Adrián Fernández.

## Historia
Adrián Fernández grundade teamet inför 2001, efter att ha haft några framgångsrika säsonger för Patrick Racing. Hans nya team, som han grundade tillsammans med Tom Anderson, anställde även japanen Shinji Nakano som andreförare. De första säsongerna var inte särdeles framgångsrika för teamet. Hans bästa säsong med teamet i CART kom 2003, då teamet bara körde med honom som förare, efter att Nakano inte fått förlängt kontrakt. Han vann på Portland International Raceway, vilket var teamets första seger. Inför säsongen 2004 bestämde sig Fernández för att byta till IndyCar Series. Han körde bara en säsong i IndyCar, och blev där fyra i mästerskapet efter tre segrar. Stallet körde vidare i samarbete med Aguri Suzuki i ytterligare tre år, innan Fernández gjorde comeback som förare i American Le Mans Series med Acura. Han anställde Luis Díaz som teamkollega, och vann LMP2-klassen i Sebring 12-timmars 2009.